# Giuseppe Zola
Pour les articles homonymes, voir Zola (homonymie).
Giuseppe Zola, également francisé Joseph Zola, né en 1739 à Concesio, dans la province de Brescia en Lombardie et mort le 5 novembre 1806 dans sa ville natale est un théologien et un universitaire italien du XVIIIe siècle, qui est professeur à l'Université de Brescia, puis à celle de Pavie.

## Biographie
Giuseppe Zola est nommé, assez jeune, bibliothécaire de la ville, puis professeur de morale et recteur à l'Université de Brescia. Il s'y trouve avec Pietro Tamburini, et tous deux travaillent avec zèle à introduire dans l'enseignement leurs idées sur la grâce et sur d'autres points, dont le jansénisme et le richérisme. Mais, en 1771, le cardinal Giovanni Molino, évêque de Brescia, mécontent de l'éclat qu'a fait un écrit de Tamburini, congédie les deux amis, qui se retirent à Rome et obtiennent des places, Zola au Collège Fuccioli, protégé par Mario Marefoschi Compagnoni, et Pietro Tamburini au Collège Hibernois. Zola occupe une chaire de morale jusqu'en 1774, époque à laquelle il est nommé professeur d'histoire ecclésiastique à Pavie, et depuis recteur du Collège Germano-Hongrois, transféré de Rome à Pavie par Joseph II. On appelle successivement à Pavie d'autres professeurs dans le même esprit, et cette université devient une des plus fameuses par son zèle pour les nouvelles doctrines, dont le Joséphisme. 
Zola favorise surtout cette direction par sa conduite et par ses écrits, et devient un des partisans les plus enthousiastes des réformes de Joseph II. Mais en 1791, après la mort de Joseph II, les évêques de Lombardie ayant porté leurs plaintes contre l'enseignement de Pavie, le séminaire général qui y avait été établi est supprimé, et l'on rend aux évêques le droit de diriger les études dans leurs séminaires. En 1794, Pietro Tamburini et Zola perdent leur chaire. On croit que leur démission a été sollicitée par le  pape, mais la cour leur accorde l'éméritat avec une pension. Rappelés à Pavie lorsque les Français s'en emparent de toute la haute Italie, ils obtiennent de nouveau des places, et Zola est fait professeur d'histoire, des lois et de la diplomatie. En 1799, la cour de Vienne, ayant recouvré la Lombardie, supprime l'Université de Pavie ; mais après la bataille de Marengo, Zola rentre encore en faveur. 
Il est rappelé à Pavie pour y enseigner l'histoire, est admis, en 1802, dans le collège des Dotti et fait partie des comices convoquées à Lyon sous les auspices de Napoléon Ier. Il meurt le 5 novembre 1806 à Concesio, sa patrie, où il était allé passer les vacances.

## Publications
Ses écrits sont nombreux : 
- Traité des lieux théologiques ;
- De la fin dernière. Ces deux traités avaient été dictés au séminaire de Brescia. Un discours latin, prononcé le 5 décembre 1776 et imprimé ensuite, sur ce sujet : qu'il faut éviter la dissimulation dans l'histoire des maux de l'Église[1] ;
- une édition de l'opuscule de Giovanni Cadonici : l'Église sera en servitude sous les princes séculiers, 1784, in-8° ;
- une édition de l'ouvrage de Bull : Défense de la foi de Nicèe, 1786 ;
- des Commentaires sur l'histoire de l'Église (De rebus christianis). Les Prolégomènes de cet ouvrage avaient paru en 1778 ; et l'on en fit peu après une seconde édition, qui est de 230 pages in-8°. Les deux premiers volumes des Commentaires parurent en 1780, et le 3e volume en 1786. La méthode de l'auteur est de donner, dans le texte, un corps suivi d'histoire en abrégé, et de renvoyer aux notes les détails et les preuves ; mais il ne paraît pas avoir terminé cette entreprise, qui était conçue sur un plan assez vaste.
- Dissertation sur l'autorité de Saint-Augustin dans les matières théologiques, 1788, in-8°, sans nom d'auteur, mis à l'Index en 1790[1] ;
- une oraison funèbre de Joseph II, prononcée à Pavie le 20 mai 1790 et qui fut imprimée in-8° ;
- traité De catechista, qui n'est qu'un abrégé de l'ouvrage de Serrao : De præclaris catechistis.
- Leçons théologiques à Brescia, 2 vol., 1775. Une nouvelle édition de l'ouvrage en 1785 insère le Commonitorium de Vincent de Lérins, ainsi que des écrits de Saint Augustin. Il est mis à l'Index le 10 juillet 1797 en raison de la préface du deuxième volume[1]
- Biblioteca ecclesiastica et di varia letterature, avec notamment Tamburini et Palmieri, 4. vols., 1790-1793
- Commentaria de rebus christianis ante Constantinum Magnum, 3 vol., 1778-1786, mis à l'Index en 1797[réf. nécessaire]

Zola est l'éditeur d'un grand nombre d'ouvrages qu'il a accompagnés de notes et de commentaires. Tous portent le cachet de ses opinions. C'est un des théologiens les plus zélés contre ce qu'ils appellent l'hildebrandisme (du pape Hildebrand), nom sous lequel ils désignent des sentiments et des principes autorisés dans l'Église. Il est lié avec l'abbé de Bellegarde à Utrecht, et il plaide plusieurs fois dans ses écrits la cause du Schisme d'Utrecht.
Les œuvres posthumes de Zola furent publiées par Tamburini.

## Sources